# Porina australiensis
Porina australiensis är en lavart som först beskrevs av Lücking & Vezda, och fick sitt nu gällande namn av Lücking. Porina australiensis ingår i släktet Porina och familjen Porinaceae.   Inga underarter finns listade i Catalogue of Life.